# Гаинцев, Владимир Владимирович
Владимир Владимирович Гаинцев (16 июня 1939, Пермь — 8 ноября 2020, Курган) — советский тренер по биатлону. Председатель Курганского регионального отделения общественной организации физкультурно-спортивного общества профсоюзов «Россия», заслуженный работник физической культуры РСФСР, заслуженный тренер РСФСР.

## Биография
Владимир Владимирович Гаинцев родился 16 июня 1939 года в городе Перми Пермской области, ныне город — административный центр Пермского края.
В 1959—1962 годах работал преподавателем-тренером в ФСО «Трудовые резервы».
В 1962—1964 годах служил в рядах Советской Армии.
С 1964 года начал трудовую деятельность в городе Кургане преподавателем в СПТУ № 1.
В 1965—1977 годах — старший тренер по лыжам и биатлону ФСО «Динамо».
В 1972 году окончил факультет физвоспитания Курганского государственного педагогического института.
В 1978—1992 годах — директор и старший тренер специализированной детско-юношеской спортивной школы ДОСААФ СССР.
С 1992 по февраль 2016 года — председатель Курганского регионального отделения общественной организации физкультурно-спортивного общества профсоюзов «Россия».
С августа 2010 года был соучредителем Региональной общественной организации «Курганская областная Федерация биатлона и лыжных гонок».
Владимир Владимирович Гаинцев умер 8 ноября 2020 года в городе Кургане Курганской области. Прощание было  11 ноября 2020 года в спорткомплексе «Динамо» (ул. Советская, 108). Похоронен <где?>.

## Тренерская деятельность
Был одним из основателей биатлонной школы в Курганской области. Воспитал несколько сотен биатлонистов, среди которых 20 мастеров спорта СССР и мастер спорта СССР международного класса, чемпионка и призёр первого чемпионата мира среди женщин Людмила Фёдоровна Заболотняя.
Среди его учеников — Александр Николаевич Футерман, председатель Курганского регионального отделения общественной организации физкультурно-спортивного общества профсоюзов «Россия» (с 2016 года).

## Награды и звания
- Заслуженный работник физической культуры РСФСР, 20 декабря 1991 года
- Заслуженный тренер РСФСР
- Почётный знак «За заслуги в развитии Олимпийского движения в России»[5]

## Семья
Жена Людмила Ивановна (10 февраля 1945 — 03 октября 2005). Сыновья Андрей и Сергей.